# Doug Goldstein
Douglas Goldstein (New York, 12 settembre 1971) è uno sceneggiatore, produttore televisivo e regista statunitense.
È noto soprattutto per essere il co-capo sceneggiatore della serie animata Robot Chicken. Ha vinto tre Emmy Award per gli episodi di Robot Chicken e tre Annie Award, incluso uno per Robot Chicken: Star Wars Episodio II.

## Carriera
Nato da una famiglia ebrea, Goldstein è stato un membro fondatore della Wizard Entertainment. Durante i suoi 13 anni alla Wizard è stato editore, editore senior e vicepresidente per progetti speciali, supervisionando pubblicazioni tra cui Anime Insider, Toy Wishes, ToyFare, Toons, Sci-Fi Invasion, oltre a vari lavori editoriali personalizzati. Inoltre è stato editore e scrittore per la striscia umoristica Twisted ToyFare Theater di ToyFare dal 1997 al 2011.
È uno dei membri fondatori di Robot Chicken e ha assunto numerosi altri scrittori del Twisted ToyFare Theatre per la serie. Goldstein è stato anche sceneggiatore e produttore associato del programma antecedente a Robot Chicken, Sweet J Presents, una serie di dodici cortometraggi animati pubblicati dal 2001 al 2002 su Screenblast.com di Sony Entertainment.
Goldstein ha scritto l'episodio pilota animato The Neighborhood per la 20th Century Fox. Inoltre ha sceneggiato per la serie animata non ancora trasmessa Star Wars Detours della Lucasfilm. È il creatore, scrittore e produttore esecutivo della serie animata Devil May Care, trasmessa nel blocco di programmazione TZGZ di SyFy.

## Doppiatori italiani
Da doppiatore è sostituito da:
- Nanni Baldini in Robot Chicken (se stesso, Angus)